# 미키 쇼네시

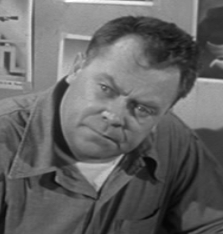

미키 쇼네시(Mickey Shaughnessy, 1920년 8월 5일 ~ 1985년 7월 23일)는 미국의 배우, 희극 배우, 텔레비전 배우이다.
뉴욕에서 태어났다.

## 영화
- 해안 경비대 (1970년)
- 어 보이 콜드 누딘 (1967년)
- 글로벌 어페어 (1964년)
- 서부 개척사 (1962년)
- 포켓에 가득찬 행복 (1961년)
- 허클베리 핀의 모험 (1960년)
- 알래스카의 혼 (1960년)
- 엣지 오브 이터너티 (1959년) - 스코티 오브라이언 역
- 물 가까이 가지 마라 (1957년)
- 디자이닝 우먼 (1957년)
- 감옥록 (1957년)
- 배가 떠날 때까지 (1957년)
- 우주 정복 (1955년)
- 디즈니랜드 (1954년) - 폴리 역
- 지상에서 영원으로 (1953년) - Cpl. 레바 역